# Anglemont
Anglemont település Franciaországban, Vosges megyében. Lakosainak száma 152 fő (2022. január 1.). Anglemont Ménil-sur-Belvitte, Nossoncourt, Rambervillers, Brû és Doncières községekkel határos.

## Népesség
A település népességének változása:
| Lakosok száma | 160  | 162  | 168  | 167  | 168  | 168  | 169  | 161  | 152  |
|               | 2013 | 2015 | 2016 | 2017 | 2018 | 2019 | 2020 | 2021 | 2022 |